# シボレー・モンタナ
シボレー・モンタナ (Chevrolet Montana) はシボレーが新興国市場（主にラテンアメリカ）で販売しているクーペユーティリティ (en:coupe utility) 型の小型ピックアップトラックである。メキシコでは（ポンティアックが既に同名のミニバンを導入していたため）シボレー・トルネード (Chevrolet Tornado) の車名で、南アフリカ共和国ではシボレー・ユーティリティの車名で販売されている。

## 初代（2003年-2010年)
初代モンタナはオペル・コルサCの派生車種の一つであり、基本的にはオペル・コンボCをベースにピックアップトラック化したものである。2003年に発売開始され、それまでのコルサBピックアップ（メキシコではシェビーピックアップ）にとって代わった。また、南アフリカでは2代目オペル・コルサユーティリティとして発売され、2010年にオペルからシボレーブランド車に代わった。
エンジンは仕向地によって異なるが、1.4L、1.8L、そしていすゞ製1.7Lディーゼルの3種類であった。ブラジル仕様はフレックス燃料車となる。
生産はブラジルのサン・ジョゼ・ドス・カンポス工場で行われた。また、メキシコ工場と南アフリカ共和国のポート・エリザベス工場ではブラジルからCKDキットの供給を受けて現地組立を行っていた。

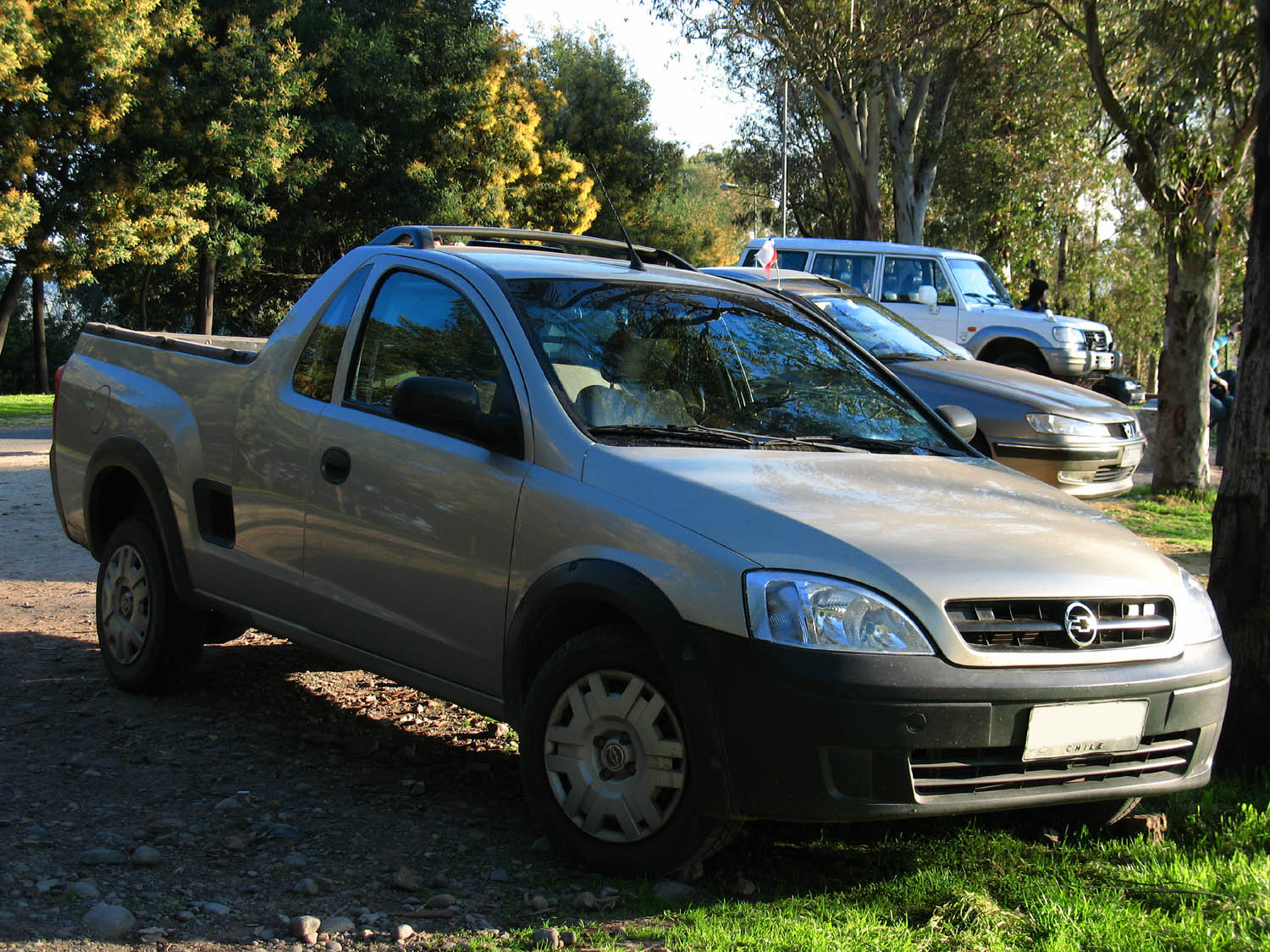
2006年型

## 2代目（2010年-)
2010年9月28日発表。サン・カエターノ・ド・スルにあるGM・ド・ブラジルのテクニカルセンターにて開発が行われ、ベース車がコルサから同じGM・ド・ブラジル開発のコンパクトハッチバックであるアジャイルに変わった。
エンジンは仕向地によって異なるが、ラテンアメリカ諸国では1.8L SOHC 8vが搭載され、南アフリカ共和国では1.4L SOHC 8vと1.3L DOHC 16v ディーゼルも加わる。ブラジル向けは1.4L Econo.Flexが搭載され、ガソリン走行時で71.3kW (95hp) 、エタノール走行時で75kW (101hp) を発揮する。
製造はサン・カエターノ・ド・スル工場にて行われる。